# Timothy Wyllie
Timothy Wyllie, född 1 juni 1940 i London, död 4 oktober 2017 i New Mexico, USA, var arkitekt, grafisk formgivare och författare samt medlem av den innersta kretsen i The Process Church of The Final Judgment och art director för dess tidning The Process Magazine.

## Biografi
Timothy Wyllies föräldrar var Diana Wyllie, som arbetade för den brittiska underrättelsetjänsten och George Haswell arkitekt. Wyllies utbildade sig till arkitekt vid Charterhouse Public School och fick sin examen 1964 vid London's Regent Street Polytechnic Architectural School. Under några år var han studiekamrat med Robert Moor, senare kallad Robert DeGrimston. Efter att ha arbetat i yrket under några år sökte han sig till den andliga rörelsen The Process Church, där han fick namnet Father Micah, samt kom att bli huvudansvarig för kultens public relations. Som konstnär och grafisk formgivare skapade han tidningen The Process magazine som fick en relativt sett stor spridning och angelägenhet. När slutet för The Process Church kom bodde Timothy Wyllie sedan länge i USA och där börjat fördjupa sig i icke-mänsklig intelligens, såsom änglar och dylika väsen. Under 1980-talet började han skriva böcker om sina esoteriska teorier, telepati och utomjordisk information.